# Kromosom Philadelphia
Kromosom Philadelphia, tudi kromosom Filadelfija ali kromosom Ph, je akrocentrični kromosom 22, ki je izgubil del daljše ročice q, z njeno translokacijo na kromosom 9, najden pri bolniku s kronično mieloično levkemijo. Kromosom je bil prvič opisan leta 1960 in nosi ime po mestu, kjer so ga odkrili.
Posledica te kromosomske spremembe je zlitje dveh genov: gena BCR (s kromosoma 22) in gena ABL1 (s kromosoma 9). Produkt translokacije je nov fuzijski onkogen oz. njegov produkt tirozin kinaza BCR-ABL, ki vzdržuje aktivirano pot celične delitve. Mutirana tirozin kinaza (beljakovina BCR-ABL1) je odgovorna za razvoj kronične mieloične levkemije, saj vzdržuje stalno aktivacijo signalnih poti v celici, kar pospeši proliferacijo matičnih celic, moti dozorevanje in preprečuje apoptozo (celična smrt).

## Dokaz
Kromosom Philadelphia dokažemo v diagnostiki kronične mieloične levkemije s standardno citogenetsko preiskavo (kariotip) na vzorcu kostnega mozga, zliti gen BCR-ABL pa s potrditvijo za zliti gen BCR-ABL značilnega mRNA-prepisa z obratnim prepisovanjem in verižno reakcijo s polimerazo (RT-PCR) ali s fluorescenčno hibridizacijo in situ (FISH) v vzorcu periferne krvi ali kostnega mozga.